# 353
Năm 353 là một năm trong lịch Julius. 